# 증편

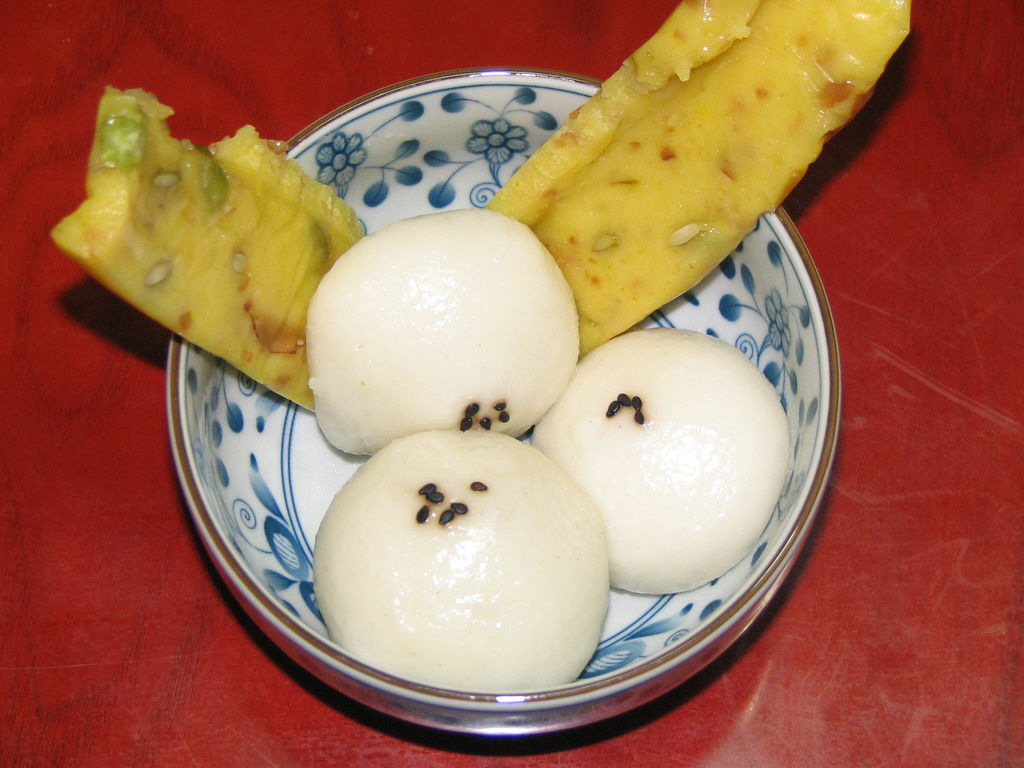
증편

증편(蒸片) 또는 기주떡은 한국의 떡이다. 재료로 술이 첨가되어서 술떡이라고도 한다.

## 조리법
쌀가루에 술을 넣어 발효시킨 뒤에 고명을 뿌리고 쪄낸다. 이때 술은 쌀로 만든 술로 막걸리 등이 사용된다. 고명으로는 밤, 대추, 잣, 깨, 석이버섯, 각종 꽃이 들어갈 수 있다.
술향기와 함께 새콤한 맛이 나는 것이 특징이다. 새콤달콤한 풍미는 더운 여름에 시원한 느낌을 주고 소화가 잘 되며 빨리 쉬지도 않기 때문에, 여름에 주로 먹는 떡이다.

## 명칭과 역사
증편은 기증떡, 기지떡, 술떡, 벙거지떡 등 여러 이름으로 불린다.
증편을 언제부터 먹기 시작했는지는 분명하지 않았으나, 증편과 유사하게 발효시키는 방식으로 만드는 떡인 상화를 고려 시대에 먹었다는 기록이 있다. 상화는 원나라에서 전해진 떡으로, 밀가루에 술과 팥소를 넣고 발효시킨 뒤 쪄낸다.